# Echinopepon racemosus
Echinopepon racemosus là một loài thực vật có hoa trong họ Cucurbitaceae. Loài này được (Steud.) C.Jeffrey mô tả khoa học đầu tiên năm 1978.